# 首先，打破成規
《首先，打破成規》（副標題為《八萬名傑出經理人的共通特質》）是由馬克斯·巴金漢和庫特·科夫曼合作撰寫的一本書，他們為經理及公司老闆提供方法去處理員工的各種問題。 這本書登上了《紐約時報》的暢銷書排行榜上長達第93週。《時代》雜誌亦將《首先，打破成規》列為“ 25本最具影響力的企業管理書籍之一”。

## 大綱
馬克斯·巴金漢和庫特·科夫曼討論了人們對標準商業管理思想的謬誤，以及優秀的管理人員應如何創造和維持員工對公司的滿意度。 這本書是記錄了蓋洛普公司在過去25年中對80,000名經理進行的訪談所得出的結果。這本書的主題包括最佳管理者應該做及不應該做的事情。馬克斯·巴金漢和庫特·科夫曼均認為管理層應該專注發揮每位員工的才能及優點，不應該試圖解決員工的弱點。

## 外部連結
- More info about the book at Gallup Management site （页面存档备份，存于）